# Světlovod

Princip moderního světlovodu

Světlovod je stavební prvek, který do interiéru budovy přivádí přirozené světlo.

## Historie
Odrazu světla využívali už staří Egypťané a Římané; asi v polovině 20. století byl sestrojen první světlovod. V praxi se začal používat koncem devadesátých let. Jedná se o zařízení se třemi částmi: Koule vyčnívající nad povrch zachytává maximální množství světla a láme ho do potrubí. Tím prochází paprsky na místo určení. Tubus je uvnitř pokrytý extrémně reflexním materiálem, takže odrazí (podle údajů různých výrobců) 95–99,7 % světla k difuznímu sklu, které paprsky rozptýlí po celém požadovaném prostoru.
Světlovody (světelné studny, komíny, tuby, popř. lze použít množství anglických ekvivalentů) se většinou nepoužívají k plnému osvětlení obývaných místností. Záření průměrného zařízení totiž běžně velký pokoj neprosvětlí dostatečně podle platných norem, navíc v místnostech bez oken by se většina obyvatel cítila špatně.
V rodinných domech se tedy světlovody užívají primárně na chodbách, schodech, v předsíních, koupelnách a na toaletách – zkrátka všude, kde člověka nebaví věčně rozsvěcet a zhasínat. Jmenované místnosti, stejně jako šatny a vstupní haly, často nemívají okna a zároveň nevyžadují dokonalé osvětlení – což je pro světlovody ideální.
V kancelářských prostorách se mimo uvedených možností instalují například jako dodatečné osvětlení psacích a jednacích stolů – jako samostatný zdroj by sice obstály, ale kancelář bez oken není prostě příjemná. Velkými světlovody pak je možné prosvětlit i třeba sklady nebo výrobní haly.
Parametry daného zařízení určuje v první řadě délka a průměr potrubí. Začíná kolem dvaceti centimetrů (velikost vhodná k osvětlení záchodu, chodby, cca 8–12 m²), u průmyslových objektů se může přiblížit až metru. Obvyklý průměr činí 25 až 55 cm. Za vhodnou délku se považuje až pět metrů, pro něž by měly platit údaje udávané výrobcem; delší tubus už nemusí odrážet dostatečné množství paprsků.
Kvantitu světla ovšem ovlivňuje druh tubusu a použitý materiál: nejlevnější variantou je měkký, ohýbatelný plastový „rukáv“, jehož výhodou je i snadná instalace. Přílišné zakroucení ovšem ztěžuje průchod světla, takže si značná část těchto i jiných nekvalitních zařízení (hlavně při nepříliš slunečném počasí) vysloužila familiární název „šerovody“. Ty nejvíc zavaří při kolaudaci, kdy může být nedostatek světla v místnosti závažným problémem. Běžný světlovod s rovnými částmi a koleny by měl bez problémů akceptovat i oblačností rozptýlené světlo.
Další otázkou je použitý materiál. U reflexní vrstvy uvnitř potrubí má asi každá firma své know-how, nicméně u zbylých částí existují zpravidla dvě možnosti: plast, nebo sklo. Firmy vyrábějící ze skla argumentují delší životností kopule (polykarbonát vlivem smogu zašedne, oproti tomu polyakrylát nikoli!) a lepší průsvitností difuzéru. Rozdíl odrazivosti mezi skleněným a plastovým difuzérem však není změřen. Výrobci z umělých hmot odpovídají nižší cenou. Tenký a levný tubus vyjde bez montáže minimálně na 6000 Kč. Následně částka roste v závislosti na délce, průměru a kvalitě.
Nejlepší využití nalézá světlovod v prostorách, kde není možnost osvětlení oknem, ve sklepích (pokud jsou přístupné ze střechy nebo z fasády) i památkově chráněných objektech; coby osvětlení bez energetických nároků také v pasivních domech. Výhody ale nabízí i jinde: například oproti probourávání střešního okna je jeho instalace jednodušší a mnohdy i levnější – provádí se bez zásahu do konstrukce budovy a za běžného provozu. Nesrovnatelně lépe izoluje, nehrozí tepelnými mosty, nekondenzuje se na něm voda a překvapením na závěr může být třeba vestavěný UV filtr. Rovněž nabízí nové prvky designu interiéru – barvu slunečního světla a jeho záření shora i samotný difuzér namísto lustru.